# José Agustín Millán
José Agustín Millán, (¿La Habana? entre 1810 y 1820 - post 1863), dramaturgo, periodista y escritor cubanoespañol del siglo XIX.

## Biografía
Aunque algunos creen fue habanero, parece que nació en España y muy niño emigró a Cuba, de suerte que se identificó siempre como cubano y pudo escribir incluso esbozos costumbristas y sainetes con el habla común de esa gran isla antillana. Fue socio de la Academia de Cristina donde se representaron muchas de sus obras, y amigo del actor ancisco Covarrubias sobre el que un año después de su muerte publicó una biografía. Dirigió la colección Los cubanos pintados por sí mismos La Habana, Imp. de Barcina, 1852, que se publicó por entregas y también en edición de lujo ilustrada por Landaluze; no llegó a salir el segundo tomo. Su título fue sustituido después por el de Tipos cubanos. El propio Millán participó con un trabajo titulado El Calambuco Colaboró en El Moro Muza' en su segunda época donde publicó su novela Memorias de una viuda; en La Prensa La Habana, Faro Industrial de La Habana, El Avisador del Comercio La Habana y otros. Según Trelles, vivía aún en 1863. 
Su actividad dramática se produjo sobre todo entre 1840 y 1860, porque un cargo en el gobierno lo apartó de la escena y abandonó la literatura después de ese último año. Empleó tipos y ambientes cubanos. Tradujo comedias y dramas del francés La hechicera de París La Habana, Imp. del Faro, 1845, Gabrina; o Un corazón de mujer, de M. M. Foucher y Alboise, y Los hijos naturales La Habana, Imp. Habanera, 1858), drama en tres actos arreglado de una novela de Eugenio Sue por el Vizconde Jules de France, entre otros textos, y compuso también obras originales de carácter cómico, dejando un total de unas veinticinco piezas, la mayoría en un acto, para las tablas. Participó asimismo con el Cuadro de costumbres El médico en el colectivo Los cubanos pintados por sí mismos 1852.

## Obras
- Apuros del carnaval. Comedia original en un acto y en prosa. La Habana, Imp. de R. Oliva, 1841.
- El hombre de la culebra. Juguete cómico en un acto y en prosa. La Habana, Imp. de R. Oliva, l841.
- El médico lo manda. Comedia original en un acto y en prosa. La Habana, Imp. de Torres, 1841.
- Mi tío el ciego; o, Un baile en el Cerro. Comedia original en un acto y en prosa. La Habana, Imp. de R. Oliva, 1841.
- Una aventura; o, El camino más corto. Comedia original en tres actos y en prosa. La Habana, Imp. de Barcina, 1842.
- El novio de mi mujer. Comedia original en un acto. La Habana, Imp. del Faro Industrial, 1842.
- Amor y travesura; o, Una tarde en El Bejucal. Pieza cómica en un acto. La Habana, Imp. El Faro Industrial, 1843.
- El recién-nacido. Pieza cómica original en un acto. La Habana, Imp. de M. Soler, 1843.
- La guagira [sic]; o, Una noche en un ingenio. Pieza cómica en un acto y en prosa. La Habana, 1844.
- Un concurso de acreedores. Pieza cómica en un acto. La Habana, Imp. de Barcina, 1845.
- Los habaneros pintados por sí mismos, [s.l.], 1845.
- Sota y Caballo; o, El andaluz y la habanera. Juguete cómico en un acto y en prosa. La Habana, 1845.
- Un chubasco a tiempo. Pieza cómica en un acto y en prosa. La Habana, 1846
- Una mina de oro. Pieza cómica en un acto. La Habana, 1847.
- Amor y guagua. Pieza cómica original en un acto y en prosa. La Habana, Imp. de Soler, 1848.
- Manjar blanco y majarete. Juguete escrito para un beneficio de Covarrubias [La Habana], 1848.
- Miscelánea dramática y crítica, o sea colección completa de las obras dramáticas y artículos de costumbres cubanas: su autor [...]. Pról. de Nicolás Cárdenas y Rodríguez. 2a. ed. La Habana, Imp. de M. Soler, 1848.
- Los sustos del huracán. Pieza cómica original en un acto de [...] representada en el Teatro del Circo el 22 de noviembre de 1848. La Habana, Imp. de M. Soler, 1848.
- Un velorio en Jesús María. Pieza cómica en un acto. La Habana, Imp. de Torres, 1848; [2a. ed.]. Introd. y notas de José A. Escarpanter. La Habana, Consejo Nacional de Cultura. Centro Cubano de Investigaciones Literarias [1964?] Comedias de José Agustín Millán, l).

Biografía de Don Francisco Covarrubias. Primer actor de carácter jocoso de los teatros de la Habana. La Habana, Imp. del Faro, 1851.
- Un californiano. Pieza cómica en un acto. La Habana, Imp. de Barcina, 1851.
- ¿La bendición papá?; o, El viejo enamorado. Pieza cómica en un acto original de [...]. La Habana, Imp. La Habanera, 1856.
- El cometa de trece del [sic] junio; o, El fin del mundo. Pieza cómica en un acto. La Habana, Imp. de Barcina, 1857.
- Función de toros sin toros. Pieza cómica en un acto. La Habana, Imp. de la Vda. de Barcina, 1857. *Obras dramáticas. Ed. completa. La Habana, Imp. viuda de Barcina, 1857. 2 t.
- Memorias de una viuda. Novela de costumbres cubanas, original de [...]. 2a. ed. ilustrada con grabados. La Habana, Imp. Nacional y Estranjera [sic], 1860.
- Don Silvestre del Campo [1857].
- Gabrína, drama.
- El andaluz y el habanero
- Apuros del carnaval: Comedia original en un acto y en prosa, 1841

### Otras obras
- Biografía de don Francisco Covarrubias, primer actor de carácter jocoso de los teatros de la Habana, 1851.
- Miscelánea dramática y crítica, ó sea colección completa de las obras dramáticas y artículos de costumbres cubanas, Habana, 1848 (2.ª ed.)